# Philippe Redon
Philippe Redon (ur. 12 grudnia 1950 w Gorron, zm. 12 maja 2020) – francuski piłkarz grający na pozycji napastnika, a następnie trener piłkarski.

## Kariera klubowa
Swoją karierę piłkarską Redon rozpoczął w klubie Stade Rennais. W 1971 roku awansował do pierwszego zespołu i 18 września 1971 zadebiutował w jego barwach w pierwszej lidze francuskiej w zremisowanym 0:0 wyjazdowym meczu z Lille OSC. Grał w nim do 1975 roku i wtedy też odszedł do drugoligowego Red Star FC, w którym spędził rok.
Latem 1976 roku Redon przeszedł do Paris Saint-Germain. Swój debiut w nim zanotował 5 sierpnia 1976 w przegranym 2:4 domowym meczu z Olympique Lyon. W zespole z Paryża występował przez dwa sezony.
W 1978 roku Redon został zawodnikiem Girondins Bordeaux. Swój debiut w nim zaliczył 18 lipca 1978 w zremisowanym 1:1 domowym spotkaniu z FC Sochaux-Montbéliard. Zawodnikiem Bordeaux był przez rok.
Latem 1979 Redon przeszedł do FC Metz, w którym zadebiutował 25 lipca 1979 w wygranym 2:1 domowym meczu z RC Lens. W Metz spędził sezon.
W 1980 roku Redon został piłkarzem klubu Stade Lavallois. Swój debiut w nim zanotował 23 lipca 1980 w przegranym 2:3 wyjazdowym meczu z Tours FC. W zespole Stade Lavallois grał przez trzy lata.
W 1983 roku Redon ponownie zmienił klub i został zawodnikiem FC Rouen. Swój debiut w Rouen zaliczył 19 lipca 1983 w zwycięskim 2:0 domowym spotkaniu z AJ Auxerre. W Rouen występował przez dwa sezony.
W latach 1985–1987 Redon grał w AS Saint-Étienne, a w sezonie 1987/1988 był piłkarzem US Créteil-Lusitanos, w którym zakończył swoją karierę.
| Sezon   | Klub                 | Kraj    | Rozgrywki  | Mecze | Bramki |
| ------- | -------------------- | ------- | ---------- | ----- | ------ |
| 1971/72 | Stade Rennais        | Francja | Division 1 | 3     | 0      |
| 1972/73 | Stade Rennais        | Francja | Division 1 | 4     | 2      |
| 1973/74 | Stade Rennais        | Francja | Division 1 | 12    | 4      |
| 1974/75 | Stade Rennais        | Francja | Division 1 | 25    | 4      |
| 1975/76 | Red Star FC          | Francja | Division 2 | ?     | ?      |
| 1976/77 | Paris Saint-Germain  | Francja | Division 1 | 30    | 4      |
| 1977/78 | Paris Saint-Germain  | Francja | Division 1 | 38    | 5      |
| 1978/79 | Girondins Bordeaux   | Francja | Division 1 | 36    | 2      |
| 1979/80 | FC Metz              | Francja | Division 1 | 34    | 6      |
| 1980/81 | Stade Lavallois      | Francja | Division 1 | 23    | 1      |
| 1981/82 | Stade Lavallois      | Francja | Division 1 | 35    | 5      |
| 1982/83 | Stade Lavallois      | Francja | Division 1 | 36    | 5      |
| 1983/84 | FC Rouen             | Francja | Division 1 | 17    | 2      |
| 1984/85 | FC Rouen             | Francja | Division 1 | 9     | 2      |
| 1985/86 | AS Saint-Étienne     | Francja | Division 2 | ?     | ?      |
| 1986/87 | AS Saint-Étienne     | Francja | Division 2 | ?     | ?      |
| 1987/88 | US Créteil-Lusitanos | Francja | Division 2 | ?     | ?      |

## Kariera trenerska
Po zakończeniu kariery piłkarskiej Redon został trenerem. Prowadził US Créteil-Lusitanos (1988–1989 i 1989–1990), RC Lens (1989), reprezentację Kamerunu (1991–1992) i reprezentację Liberii (2000–2002). Z Kamerunem zajął 4. miejsce w Pucharze Narodów Afryki 1992.